# Трухлий Юрій
Трухлий Юрій (27 квітня 1922 р., Ужгород, Закарпаття) — українським медик, меценат української культури, науки, церкви. Голова Головної управи «Українського лікарського товариства Північної Америки (УЛПТА)» у 1967-69 рр., член редколегії «Лікарського вісника». 

## Біографія
Закінчив народну школу у Мукачеві. У 1940 р. переїхав до Братислави, де закінчив гімназію і вступив до Братиславського університету. Медичну освіту закінчив у Інсбруці (Австрія), отримавши диплом з відзнакою. Працював у Мюнхені, Ноймаркті, Амбергу. З 1950 р. — у США. Спеціалізація — ортопедична хірургія. Закінчив резидентуру у Нью-Йорку. Завідував ортопедичним відділенням у медичному центрі ветеранів у Нью-Йорку (1956-1969). Працював лікарем у різних штатах США 38 років. Член професорського складу медичної школи Нью-Йоркського університету. Член ряду американських та міжнародних ортопедичних організацій. 
Одночасно, маючи мистецькі здібності вчився у Братиславській музично-драматичній академії, Мюнхенській консерваторії, співзасновник української фундації "Дзвіниця", яка здійснила випуск перших українських довгограйних платівок у 1956 р.

## Громадсько-наукова робота
Трухлий Юрій — довголітний член «Українського Лікарського Товариства Північної Америки». Має понад 100 наукових публікацій. Виступав з доповідями на 59 американських та міжнародних наукових конференціях.

## Хобі
Колекціонер українського малярства. Зокрема, у його колекції — акварелі М.Кричевського.

## Меценатська діяльність
- Офірував разом з братом В.Трухлим 250 тис. дол на розбудову храму св. апостола Андрія Первозванного у Блумінгдейлі, Ілліной.
- Меценат Українського музею в Нью-Йорку.
- Зусиллями Ю.Трухлого вийшла друком книга «Літургія. Збірка професора Івана Трухлого».
- Офірував на будівництво церкви Святого Андрія в Чикаго та на фундацію імені своєї матері Катерини Трухлої-Здорик.
- В Україні — підтримка Києво-Могилянської академії.